# Zacango, delstaten Mexiko
Zacango är en ort i Mexiko.   Den ligger i kommunen Villa Guerrero och delstaten Mexiko, i den sydöstra delen av landet, 80 km sydväst om huvudstaden Mexico City. Zacango ligger 2 198 meter över havet och antalet invånare är 3 586.
Terrängen runt Zacango är huvudsakligen kuperad, men norrut är den bergig. Runt Zacango är det ganska tätbefolkat, med 207 invånare per kvadratkilometer. Närmaste större samhälle är Tenancingo de Degollado, 11,3 km öster om Zacango. Omgivningarna runt Zacango är en mosaik av jordbruksmark och naturlig växtlighet.